# Anne O'Shea
Anne O'Shea, detta Annie (Rockville Centre, 5 settembre 1987) è una skeletonista statunitense.

## Biografia
Pratica lo skeleton dal 2005 e nel 2006 iniziò a gareggiare per la squadra nazionale statunitense. Debuttò in Coppa Nordamericana a novembre del 2006 e trionfò in classifica generale nelle stagioni 2006/07 e 2008/09. Ha gareggiato anche in Coppa Intercontinentale per diverse stagioni senza tuttavia ottenere risultati di rilievo. Nelle categorie giovanili infine non andò oltre il quinto posto ottenuto ai mondiali juniores nell'edizione di Altenberg 2007.
Debuttò in Coppa del Mondo nella stagione 2007/08 (10ª a Calgary nel singolo), ottenne il suo primo podio il 3 febbraio 2008 a Schönau am Königssee (3ª nella competizione a squadre) e la sua prima vittoria l'8 gennaio 2016 a Lake Placid nella gara individuale. In classifica generale detiene quale miglior piazzamento il quarto posto ottenuto nel 2015/16
Ha partecipato a quattro edizioni dei campionati mondiali totalizzando quali migliori risultati il quinto posto nel singolo ad Igls 2016 e il quarto nella gara a squadre a Lake Placid 2012.

## Palmarès

### Coppa del Mondo
- Miglior piazzamento in classifica generale: 4ª nel 2015/16.
- 4 podi (tutti nel singolo):
  - 1 vittoria (nel singolo);
  - 2 secondi posti (nel singolo);
  - 1 terzo posto (nelle gare a squadre).

#### Coppa del Mondo - vittorie
| Data           | Luogo       | Paese       | Disciplina |
| -------------- | ----------- | ----------- | ---------- |
| 8 gennaio 2016 | Lake Placid | Stati Uniti | singolo    |

### Campionati statunitensi
- 3 medaglie:
  - 2 ori (singolo a Lake Placid 2011; singolo a Lake Placid 2013);
  - 1 argento (singolo a Lake Placid 2015).

### Circuiti minori

#### Coppa Intercontinentale
- Miglior piazzamento in classifica generale: 8ª nel 2008/09;

#### Coppa Europa
- Miglior piazzamento in classifica generale: 37ª nel 2006/07;
- 4 podi (nel singolo):
  - 4 vittorie.

#### Coppa Nordamericana
- Vincitrice della Coppa Nordamericana nel 2006/07 e nel 2008/09;
- 13 podi (nel singolo):
  - 4 vittorie;
  - 5 secondi posti;
  - 4 terzi posti.